# Siméon (film)
 (novembre 2021).
Pour plus de détails, voir Fiche technique et Distribution.
Siméon est un film musical fantastique français réalisé par Euzhan Palcy, sorti en 1992.

## Synopsis
Siméon, un vieux professeur de musique, meurt. Pour garder un souvenir de lui, sa petite fille Orélie lui coupe sa natte. En faisant ça, elle le condamne à devenir un Soukounyan. Siméon en profite pour convaincre son fils Isidore de poursuivre son œuvre musicale.

## Fiche technique
- Titre français : Siméon
- Réalisation : Euzhan Palcy
- Scénario : Euzhan Palcy et Jean-Pierre Rumeau
- Photographie : Philippe Welt
- Montage : Marie-Josèphe Yoyotte
- Musique : Bruno Coulais
- Production : Jean-Louis Monthieux, Euzhan Palcy
- Pays d'origine :  France
- Date de sortie : 1992

## Distribution
- Jean-Claude Duverger : Simeon
- Jacob Desvarieux : Isidore
- Jocelyne Beroard : Roselyne
- Lucinda Messager : Orélie
- Albert Lirvat : Albert
- Jean-Michel Martial : Max
- Gerty Dambury : Lucie
- Jean-Claude Naimro : Charlie
- Pascal Légitimus : Philomene Junior
- Frédéric Caracas : Fred
- Alain Jean-Marie : Le Pianiste
- Lisette Malidor : La Dame de feu (voix)
- Jean-Philippe Marthely : Marius
- Patrick Saint-Éloi : Fabrice
- Michel Reinette[2] (non crédité)

## Production

### Musique
| 1.  | Hymne à l'amour                          | Édith Piaf                             | Marguerite Monnot | Jocelyne Beroard            |  |
| 2.  | O Simeon                                 | Ti Céleste                             |                   | Ti Céleste                  |  |
| 3.  | Pleurez pleurez Chabin (à la clarinette) | Alexandre Stellio                      |                   | Christian Jesophe           |  |
| 4.  | Ma-ma mon cher amour                     |                                        |                   | Malavoi et Sam Alpha        |  |
| 5.  | Rap des retraites                        | Pascal Légitimus                       |                   | Kassav' et Pascal Légitimus |  |
| 6.  | Cogner Poteaux                           | Al Lirvat                              |                   | Kassav'                     |  |
| 7.  | Degage manno                             | Al Lirvat                              |                   | Kassav'                     |  |
| 8.  | Mwen viré                                | Jocelyne Beroard et Douglas M'Bida     |                   | Kassav'                     |  |
| 9.  | Mwen alé                                 | Jocelyne Beroard et Jacob Desvarieux   |                   | Kassav'                     |  |
| 10. | Ba nou zouk la                           | Jocelyne Beroard et Jacob Desvarieux   |                   | Kassav'                     |  |
| 11. | Fabiola                                  | Patrick Saint-Éloi et Jacob Desvarieux |                   | Kassav'                     |  |

## Distinction
Lors du festival international du film fantastique de Bruxelles 1993, le film obtient le Corbeau d'argent.